# Søren Jaabæk
Søren Pedersen Jaabæk (født 1. april 1814 på gården Holmesland i Holum Sogn ved Mandal, død 7. januar 1894 i Holum) var en norsk politiker og publicist.
Jaabæk var søn af en fattig Listerbonde, den næstældste af 9 søskende. Som dreng måtte han hjælpe til med gårdens arbejder, og adgangen til at tilfredsstille en umættelig lærelyst var kun ringe. Men han slugte, hvad han kunde overkomme af bøger; 12 år gammel havde han således allerede gennempløjet den hele Bibel. I sit 17. år besluttede han at blive skolelærer, og efter en kort, men frugtbar læretid blev han 1831 omgangsskoleholder i sin hjembygd; han forblev i denne stilling, indtil han 1837 giftede sig og flyttede til gården Jaabæk i Halse Sogn, efter hvilken han nu antog navn.
I 1843 fik han i annekssognet Harkmark en skolelærer- og kirkesangerbestilling, som han dog frasagde sig allerede 1845. Siden 1833 havde han, så indgående tidens tarvelige avisreferater tillod det, med den mest levende interesse fulgt Stortingets forhandlinger. Ved Kommunevalget 1841 var han selvskreven som medlem af formandskabet, til hvis ordfører han meget snart valgtes. Den begavede autodidakt var dermed trådt ind i det offentlige liv, hvor han ved sin klogskab, sejhed og principfasthed hurtig skulde komme til at spille en betydningsfuld rolle og vinde indflydelse over det hele land.
Ved Stortingsvalget 1844 blev han første gang valgt til repræsentant for Lister og Mandals Amt og genvalgtes senere til og med 1891, uden nogen eneste gang at være afløst af suppleant. Når undtages sessionerne 1862—66 og 1883—91 var han den hele tid medlem af Odelstinget; efterhånden sad han i tingets kirke-, justits-, konstitutions- og valgkomiteer og blev efter 1862 fast medlem af gage- og pensionskomiteen, hvor han fik anledning til på dette forberedende stadium at arbejde for sin med yderste konsekvens forfulgte sparepolitik. I sit lange tingliv var han flere gange medlem af kongelige kommissioner. I mellemtiderne levede han
som bonde og skribent på sin gård, indtil han 1884 blev stortingsvalgt medlem af direktionen for Norges Banks afdeling i
Kristianssand.
Inden for Stortinget lykkedes det aldrig Jaabæk at skabe noget Parti; længere end til at blive
en gerne hørt Gruppefører naaede han ikke. Han sluttede sig til Tingets yderste Venstre,
men hans politiske Idealer, der var paavirkede af de revolutionære Strømninger i
1840’ernes Europa, laa paa fl. Punkter no. Bønder for fjernt til, at han inden for Tinget kunde
samle dem om sig. Desto bedre formaaede han at gøre dette udenfor. »Sparetanken« — hans
Alfa og Omega — var i høj Grad skikket til at skaffe ham Øre hos de brede Lag, der levede
under fortrykte Kaar. Ingen havde som han sat denne i System, gjort den til politisk
Princip; og ligesom han gennem denne vandt nye lag for Samfundsinteresserne og Deltagelse i
det offentlige Liv, havde han ogsaa Fortjenesten af efterhaanden at vinde Indgang for den
hos dem, der raadede for Statsmidlernes Anvendelse. Naar han paa syngende Listermaal
ufravigelig slyngede sit energiske »Nej« gennem Tingsalen under alle Voteringer i
Bevillingssager, der ikke strengt kom Folkeoplysningens Fremme til gode, var det en
Fanfare, som vakte Genlyd inden for store Kredse af Landets Demokrati. Han blev hørt og skabte
sig Respekt. Hans Debat var positiv, nøgtern, undertiden indtil det kuriøse spækket med
statistiske og andre faktiske Oplysninger, indsamlede under en flittig og til mange
Omraader udstrakt Læsning, ofte ogsaa krydret med vittige og satiriske Udfald. De samme
Egenskaber genfindes i hans publicistiske Virksomhed. Allerede en Snes Aar havde han
lejlighedsvis skrevet i forsk. Hovedstads- og Provinsblade, da han 5. Juli 1865 udsendte det
første Nummer af sin »Folketidende«, der blev udgivet først fjortendagligt, fra 1. Juli 1868
som Ugeblad som Organ for en 20. Febr 1865 stiftet Organisation af »Bondevennerne«, med
Hovedsæde i Mandal, Forgreninger efterhaanden ud over hele Landet og J. selv som
Formand. Denne Organisations Formaal var at udjævne Klasseforskellen i Samfundet navnlig
ved at modarbejde »Pengearistokratiet« og Embedsmandsstyret; »Sparsomhed i
Statshusholdningen« var det i Tide og Utide anvendte Slagord; derfor skulde Embedernes Antal og
deres Gage mindskes, Rentefoden søges nedsat; til dette økonomiske Program svarede
politisk først og fremmest Kravet paa en stærkt udvidet, men dog ikke fuldt ud »almindelig«
Stemmeret. Foreningerne vandt betydelig Tilslutning, og deres Antal steg til omkr. 250 i
1871; »Folketidende« var en Tid lang Landets mest udbredte Blad med en dybtgaaende
Indflydelse. Dets ofte nærgaaende polemiske Tone indbragte J. megen Uvillie, gjorde ham paa
mange Hold hadet og frygtet. Foruden gennem Bladet, sit Hovedorgan, virkede
Organisationen gennem en Rk. »Rundskrivelser«, Nr 1—42, der overvejende skyldtes J., og som blev
omsendte til samtlige Bondevenforeninger og Herredsstyrelser; de indeholdt væsentlig
Udkast til Reslutninger i økonomiske og politiske Spørgsmaal og fremkaldte oftere en livlig
Diskussion i Presse og paa Folkemøder. Jaabæks publicistiske Virksomhed var imidlertid ikke indskrænket til
Døgnets Agitation og Interesser. Han optraadte ogsaa som Dilettant paa Historieskrivningens
Omraade, desuden som hist.-politisk Pamfletist og Digter. Væsentlig paa Grundlag af
Charles Dickens’ A Child’s History of England udarbejdede han en »Englands Historie for det
no. Folk« (6 Hefter, 1870—79), hvori Fremstillingen ofte naivt brydes af indflettede
belærende og polemiske Betragtninger uden for Emnet. Et end mere udpræget Tendensskrift
er »Kongers og Kejseres Levevis« (2 Hefter, 1882, 1886). Direkte Indlæg i Dagens Strid
er hans Brochurer »Varme Piller til Brug mod de kolde Rivninger, som Novemberforeningen
fremavler« (1880) og »Den højeste Magt i Staten« (1883). Desuden udgav han Oversættelser
af »For Friheden, En Troendes Ord« af R. de Lamennais (1880) og »Om den verdslige
Øvrighed« af Martin Luther (1882) samt en Digtsamling, »Sang og Hvile« (1883).
Af særlig betydning for Samtidens Dom om J.’s Virksomhed og Person var navnlig to
Begivenheder i hans Liv: hans Afvisning som Fadder ved to Daabshandlinger 1872 og hans i
Forbindelse hermed staaende Injurieproces mod daværende Personelkapellan i Kristiania Julius
Riddervold, der anonymt i en Del Artikler i Bladet »Almuevennen«, senere samlede i
Brochuren »J.’s Angreb paa Kristendommen« (1873), havde søgt at rette et politisk og socialt
dræbende Slag mod J. for hans Forhold til Kristendom og Kirke. Riddervold, der ved
Sagsanlægget navngav sig, blev ved Byretsdom af 13. Febr 1875 dømt til en Bod og Sagens
Omkostninger, medens han ved Højesteretsdom af 26. Jan. 1876 enstemmig blev frikendt
og J. ilagt Omkostningerne. Dette Udfald fremkaldte i vide Kredse en stærk Misbilligelse, der
fik sit Udtryk i, at en af Bladet »Verdens Gang« iværksat Indsamling for at dække J.’s Udgifter
blev mødt med betydelig Sympati. J. havde altid selv, trods al Opposition mod Statskirken
og dens Præsteskab, hævdet at være religiøst Troende.
I sin Begrænsning var J. en helstøbt Personlighed. Med ukueligt Mod, varm
Overbevisning og ideel Tro paa sin Mission i Demokratiets Tjeneste forfulgte han sine Maal uden
at lade sig anfægte af, at han af sine Modstandere gennem mange Aar blev forkætret,
mistænkeliggjort og underlagt de sletteste Bevæggrunde. Da han i sin sidste Tingtid indtog
en mere tilbagetrukken Stilling, samtidig som han politisk nærmede sig det moderate
Mellemparti, mildnedes efterhaanden Dommen om hans tidligere Virke og klaredes Forstaaelsen
af, hvad der var af fortjenstfuldt og berettiget i den Bevægelse, hvis centrale Personlighed
han var. Som et Udtryk herfor udgik der paa hans 78-aarige Fødselsdag 1. Apr. 1892 fra et
Antal Stortingsrepræsentanter Opfordring til at foranstalte en Indsamling med det Formaal
at opstille en Marmorbuste af ham i Stortinget. Busten, udført af Billedhugger 
Mathias Skeibrok, blev 17. Maj 1896 afsløret ved Stortingets daværende Præsident, Statsminister
Steen. En Bautasten til hans Minde blev afsløret 1. Juni 1909 i hans Fødebygd.